# AS.34 Kormoran
AS.34 «Корморан» (нем. AS.34 Kormoran, буквально Баклан) — авиационная противокорабельная ракета разработки германской фирмы Мессершмитт-Бёльков-Блом (ныне часть концерна EADS). Предназначена для поражения надводных кораблей до эсминца включительно.

## История разработки
Работы по разработке ракеты Kormoran были начаты в 1962 году. Контракт с фирмой Мессершмитт-Бёльков-Блом был заключён в 1967 году. Ракета изначально разрабатывалась как противокорабельная, но позже получила возможность применения по наземным целям. Ракеты поступили на вооружение самолётов германских ВМС. Первоначально носителем ракет были истребители-бомбардировщики F-104G. Позже ракеты Kormoran получили поступавшие на вооружение истребители-бомбардировщики Panavia Tornado. Производство ракет началось в декабре 1977 года. Всего было произведено 583 ракеты. Германские ВМС получили 350 ракет в период между 1977 и 1983 годом. В 1980 поставки ракет начались итальянским ВВС.
AS.34 Kormoran 2 является модернизацией ракеты AS.34 Kormoran 1. Разработка начата в 1983 году, а лётные испытания начались в начале 1986 года. Kormoran 2 получил цифровую электронику, улучшенную радиолокационную ГСН, улучшенную селекцию цели, имеет улучшенную помехозащищённость, более мощный ускоритель. Kormoran 2 получил модифицированную боевую часть массой 220 кг, а максимальная дальность стрельбы увеличилась до 35 км. Испытания были завершены в 1987 году, а первые поставки ВМФ ФРГ начались в 1991 году. Данные по произведённому количеству ракет Kormoran 2 отличаются по различным источникам и лежат в диапазоне от 124 до 140 штук. Норман Фридман указывает, что Германские ВМС заказали 180 ракет (поставки другим странам не производились).
На текущий момент все немецкие Торнадо вместе с ракетами переданы в ВВС, а итальянские ракеты сняты с вооружения. В 2012 году ракеты будут сняты с вооружения ВС Германии.

## Конструкция

Внешний вид ракеты.

«Корморан» выполнена по нормальной аэродинамической схеме с крестообразным расположением крыла и рулевого оперения. Аэродинамические рули располагаются в хвостовой части за консолями крыла большой стреловидности.
Корпус ракеты конструктивно состоит из трёх отсеков, которые соединены между собой стопорными кольцами. В головном отсеке установлена активная радиолокационная ГСН (модификация двухстепенной ГСН Thomson-CSF RE576). Во втором отсеке, за ГСН, располагается боевая часть (БЧ) с взрывателем и предохранительно-исполнительным механизмом (ПИМ), а также блоки инерциальной навигационной системы Sfena/Bodernseewerk: гировертикаль, двухгироскопная инерциальная платформа с вычислителем и реле времени. В третьем отсеке установлен маршевый двигатель SNPE Eole IV смесевого топлива, изготовленный методом литья, вычислитель, радиовысотомер (модифицированный TRT AHV-7) с антеннами, электропривод рулей управления, батарея электропитания и встроенные в корпус два стартовых двигателя SNPE Prades (изготовленные методом экструзии из двухкомпонентного смесевого топлива), сопла которых расположены по обе стороны от центрального сопла маршевого двигателя (на заднем торце ракеты). Снаружи на корпусе третьего отсека расположены консоли крыла и устройства подвески.
На «Корморане» использована комбинированная систему управления, состоящая из инерциальной навигационной системы (ИНС) с радиовысотомером работающими на начальном и маршевом участке полёта и активной радиолокационной ГСН включающейся на конечном этапе атаки цели. Высотомер определяет высоту полёта с высокой точностью, обеспечивая полёт ракеты на предельно малых высотах. АРГСН может работать в пассивном режиме наводясь на источник активных помех.
Твердотопливный двигатель ракеты имеет стартовый и маршевый режимы работы: в стартовом режиме ракета разгоняется ускорителями SNPE Prades, тягой 2750 кг работающими в течение 1 секунды, до скорости звука (до М=1), которая затем поддерживается на уровне М=0,9-0,95 маршевым двигателем SNPE Eole IV с тягой 285 кг и длительностью работы до 100 секунд.
Ракета несёт 165-килограммовую боевую часть компании «Мессершмитт-Бёльков-Блом» содержащую до 56 кг взрывчатого вещества и имеющую 16 кумулятивных выемок (P. charges — англ. projectile charges) расположенных на поверхности БЧ, позволяющих пробить стальной лист толщиной до 70-90 мм. Взрыватель с замедлением, позволяет обеспечить подрыв БЧ после проникновения за преграду.

## Тактико-технические характеристики
| ТТХ                        | Kormoran 1                      | Kormoran 2                      |
| -------------------------- | ------------------------------- | ------------------------------- |
| Год принятия на вооружение | 1976                            | 1991                            |
| Носитель                   | F-104 Starfighter и Tornado IDS | F-104 Starfighter и Tornado IDS |
| Длина, м                   | 4,4                             | 4,4                             |
| Размах крыла, м            | 1,00                            | 1,00                            |
| Диаметр, м                 | 0,334                           | 0,334                           |
| Масса, кг                  | 600                             | 630                             |
| Скорость полёта, число М   | 0,9                             | 0,95                            |
| дальность пуска, км        | 23                              | 35                              |
| Стартовый двигатель        | 2×РДТТ SNPE Prades              |                                 |
| Маршевый двигатель         | РДТТ SNPE Eole IV               |                                 |
| Боевая часть (масса, кг)   | полубронебойная (165)           | полубронебойная (220)           |
| Система управления         | ИНС+АРЛ ГСН                     | ИНС+АРЛ ГСН                     |

## Галерея

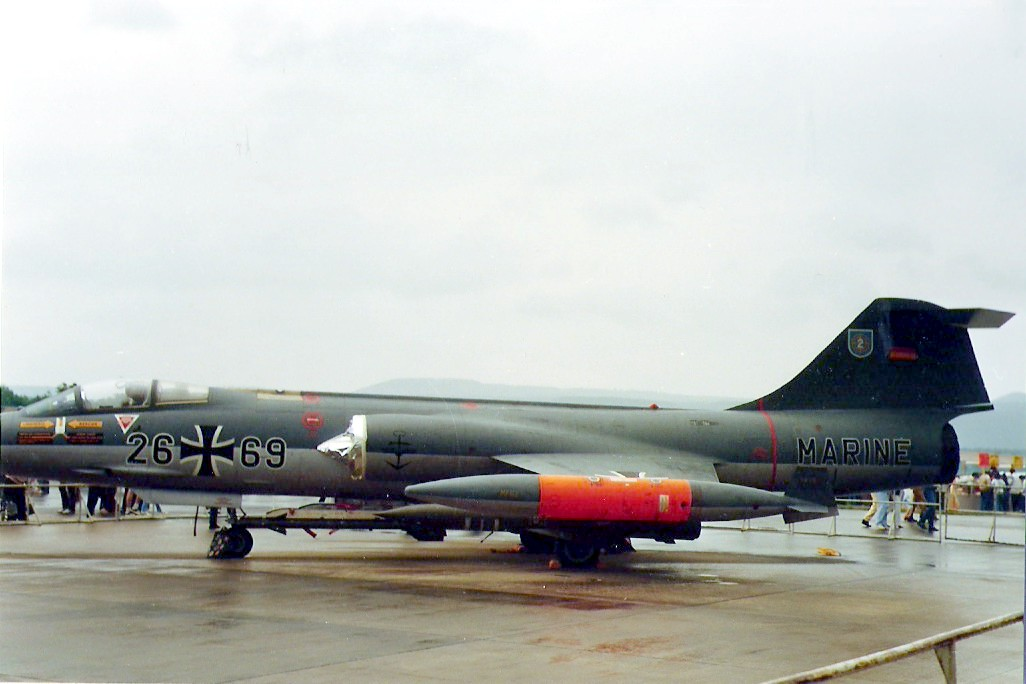
Kormoran 1 на F-104G германских ВМС, 1984 год.
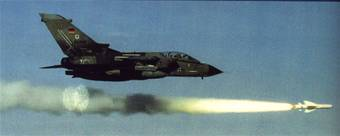
Германский Tornado IDS запускает ракету Kormoran.